# Cantón de Cérilly
El cantón de Cérilly era una división administrativa francesa que estaba situada en el departamento de Allier y la región de Auvernia.

## Composición
El cantón estaba formado por doce comunas:
- Ainay-le-Château
- Braize
- Cérilly
- Isle-et-Bardais
- Lételon
- Le Vilhain
- Meaulne
- Saint-Bonnet-Tronçais
- Theneuille
- Urçay
- Valigny
- Vitray

## Supresión del cantón de Cérilly
En aplicación del Decreto n.º 2014-265, de 27 de febrero de 2014, el cantón de Cérilly fue suprimido el 22 de marzo de 2015 y sus 12 comunas pasaron a formar parte del nuevo cantón de Bourbon-l'Archambault.